# The Undercover Man
The Undercover Man is een Amerikaanse film noir uit 1949 onder regie van Joseph H. Lewis. Destijds werd de film in Nederland uitgebracht onder de titel Geschaduwd.

## Verhaal
Frank Warren is een agent van het Amerikaanse ministerie van Financiën. Hij moet een eind maken aan de praktijken van een belangrijke maffiabaas. Warren slaagt erin om een zaak tegen hem rond te krijgen, maar hij heeft problemen met bange getuigen en corrupte politieagenten. Veel van zijn informanten worden uitgeschakeld, maar uiteindelijk krijgt hij cruciale informatie van een onverwachte bron.